# Make them Suffer
Make them Suffer est un groupe australien de metalcore, originaire de Perth. Formé en 2008, il est actuellement signé chez SharpTone Records. Leur premier album studio, Neverbloom, atteint la 56e place du classement de l'ARIA en juin 2012, et présente un mélange de metalcore, blackened death metal et metal symphonique du groupe. Old Souls, son successeur, atteint la 30e place lors de sa sortie en mai 2015 et montre que le groupe commençait à passer du death/black metal à un son metalcore plus progressif. Après que la signature du groupe avec Rise Records, le label sort une reprise améliorée de Old Souls en août 2016, contenant également un EP de leur période death metal Lord of Woe (initialement auto-édité en 2010) et un nouveau titre, Ether. Malgré son nom, le groupe n'est pas nommé d'après la chanson homonyme de Cannibal Corpse.
Le groupe a tourné avec de nombreux groupes de renom, dont Architects, Thy Art Is Murder, Parkway Drive, The Amity Affliction, Pvris, Bleeding Through, Stick to Your Guns, Northlane, August Burns Red, Oceano, Job for a Cowboy, Whitechapel, et War from a Harlots Mouth.

## Histoire
Le groupe est formé en 2008,. Ils sortent leur premier EP, Lord of Woe, le 27 septembre 2010. En février 2012, le groupe signe avec Roadrunner Records et sort son premier album studio Neverbloom le 25 mai de la même année. Ils sortent un single intitulé Let Me In le 12 mai 2014. Le 29 mai 2015, Make them Suffer sort son deuxième album studio intitulé Old Souls. Le groupe signe avec Rise Records au niveau international en janvier 2016. Le 14 juin 2016, ils sortent un nouveau titre intitulé Ether. Le 19 août 2016, le groupe sort une édition de luxe pour Old Souls, qui comprend également Ether, et leur EP Lord of Woe remastérisé.
Le 7 juin 2017, le groupe sort le single Fireworks et annonce son troisième album studio Worlds Apart, qui sortira le 28 juillet. Le 9 juin, il est annoncé que Chris Arias-Real, Lachlan Monty et Louisa Burton ne font plus partie du groupe. Jaya Jeffery est annoncé comme nouveau bassiste et Booka Nile comme nouveau claviériste. Le groupe effectue une tournée mondiale en tête d'affiche en 2017 en soutien à l'album Worlds Apart à travers le Canada, les États-Unis, l'Europe, le Royaume-Uni et l'Australie avec les premières parties de Wage War, Enterprise Earth, Novelists, Spite, et Alpha Wolf.
Le 24 juillet 2018, un nouveau single 27 sort,. En septembre 2018, le groupe a effectué une tournée américaine avec After the Burial et The Acacia Strain. En décembre 2018, une tournée nord-américaine avec Kingdom of Giants, Chelsea Grin et Born of Osiris est annoncée pour 2019. Le 7 juin 2019, le groupe a sorti un nouveau single Hollowed Heart.
Le 19 juin 2020, le groupe sort son quatrième album studio How to Survive a Funeral, dont l'édition physique sort le 10 juillet 2020. L'album devait initialement sortir le 24 juillet 2020. En 2021, le claviériste et chanteur Booka Nile s'éloigne du groupe pendant la pandémie de Covid-19 pour apparaître dans la huitième saison de l'émission Married at First Sight,. Le 25 juin 2021, le groupe sort un nouveau single Contraband, avec Courtney LaPlante de Spiritbox.
Le 24 février 2022, le groupe annonce via son Twitter le départ de Booka Nile. Le 13 octobre, le groupe annonce l'arrivée d'Alex Reade (de Drown this City) comme nouveau claviériste, et ils sortent leur première chanson avec Reade, Doomswitch. Le 8 mars 2023, pour célébrer son 10e anniversaire, le groupe sort une version remasterisée de leur premier album Neverbloom, et annonce une tournée anniversaire australienne avec Fit for an Autopsy et Ocean Sleeper qui aura lieu en mai et juin,. Le 11 mai 2023, le groupe annonce sa signature avec SharpTone Records, s'alignant ainsi sur Greyscale Records, et sort un nouveau single Ghost of Me accompagné d'un clip.
Le 8 novembre 2024, le groupe sort leur cinquième album intitulé Make them Suffer. Cet album contient 11 chanson donc leur single Oscillator.

## Membres

### Membres actuels
- Sean Harmanis – chant (depuis 2008)
- Nick McLernon – guitare, chœurs (depuis 2011)
- Jaya Jeffery – basse (depuis 2017)
- Jordan Mather – batterie (depuis 2018)
- Alex Reade – clavier, chant (depuis 2022)

### Anciens membres
- Richard West – guitare (2008–2009)
- Heather Menaglio – clavier, piano (2008–2011)
- Cody Brooks – guitare, chœurs (2009–2011)
- Craig Buckingham – guitare (2011–2013)
- Lachlan Monty – guitare (2013–2016)
- Chris Arias-Real – basse (2008–2017)
- Louisa Burton – clavier, piano, chant (2011–2017)
- Tim Madden – batterie (2008–2018)
- Booka Nile – clavier, piano, chant (2017–2022)

## Discographie

### Albums studio
- 2012 : Neverbloom
- 2015 : Old Souls
- 2017 : Worlds Apart
- 2020 : How to Survive a Funeral
- 2024 : Make Them Suffer

### EP et démos
- 2009 : Demo
- 2010 : Lord of Woe